# Pandemonium (Six Flags New England)
Pandemonium (eerder Mr. Six's Pandemonium) is een draaiende achtbaan in het Amerikaanse attractiepark Six Flags New England te Springfield.

## Ritverloop

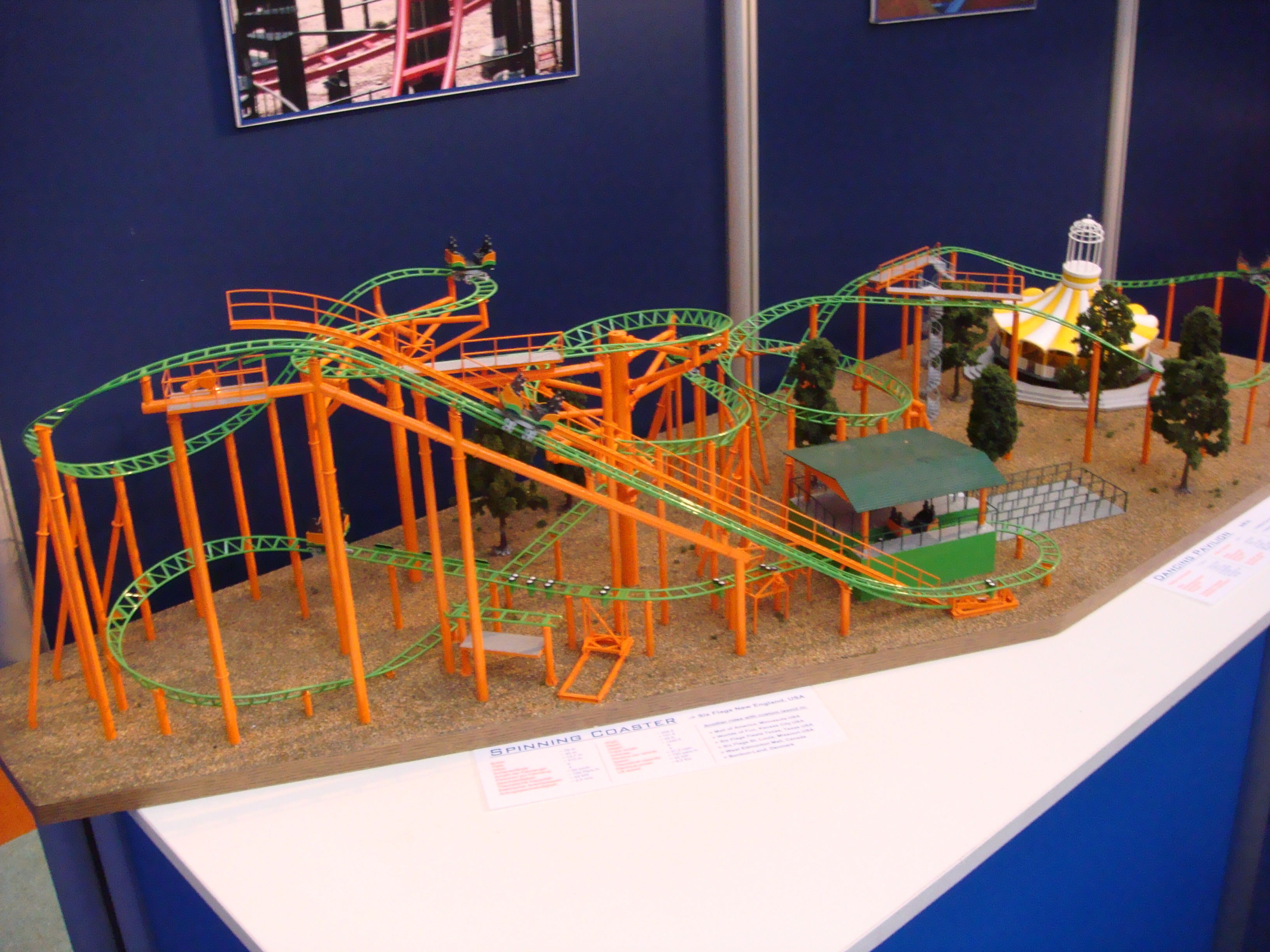
Een model van de Pandemonium, getoond tijdens de IAAPA Expo beurs in 2009

De achtbaan bestaat uit verschillende segmenten, van elkaar gescheiden door blokremmen. Het eerste segment bevat de optakeling waarna een afdaling naar rechts volgt, om vervolgens iets omhoog te gaan, waar segment twee begint. Het tweede segment bestaat uit een aantal S-vormige bochten. Het derde segment bevat een sterk gebankte 8-figuur, waarna men direct het vierde segment inrijdt. Deze bestaat uit een aantal kleine afdalende bochtjes. Het vijfde bestaat uit een aantal kleine heuveltjes. De zesde is een helix richting het zevende segment. Deze bestaat uit een grote horizontale looping waarna het station weer volgt.

## Galerij

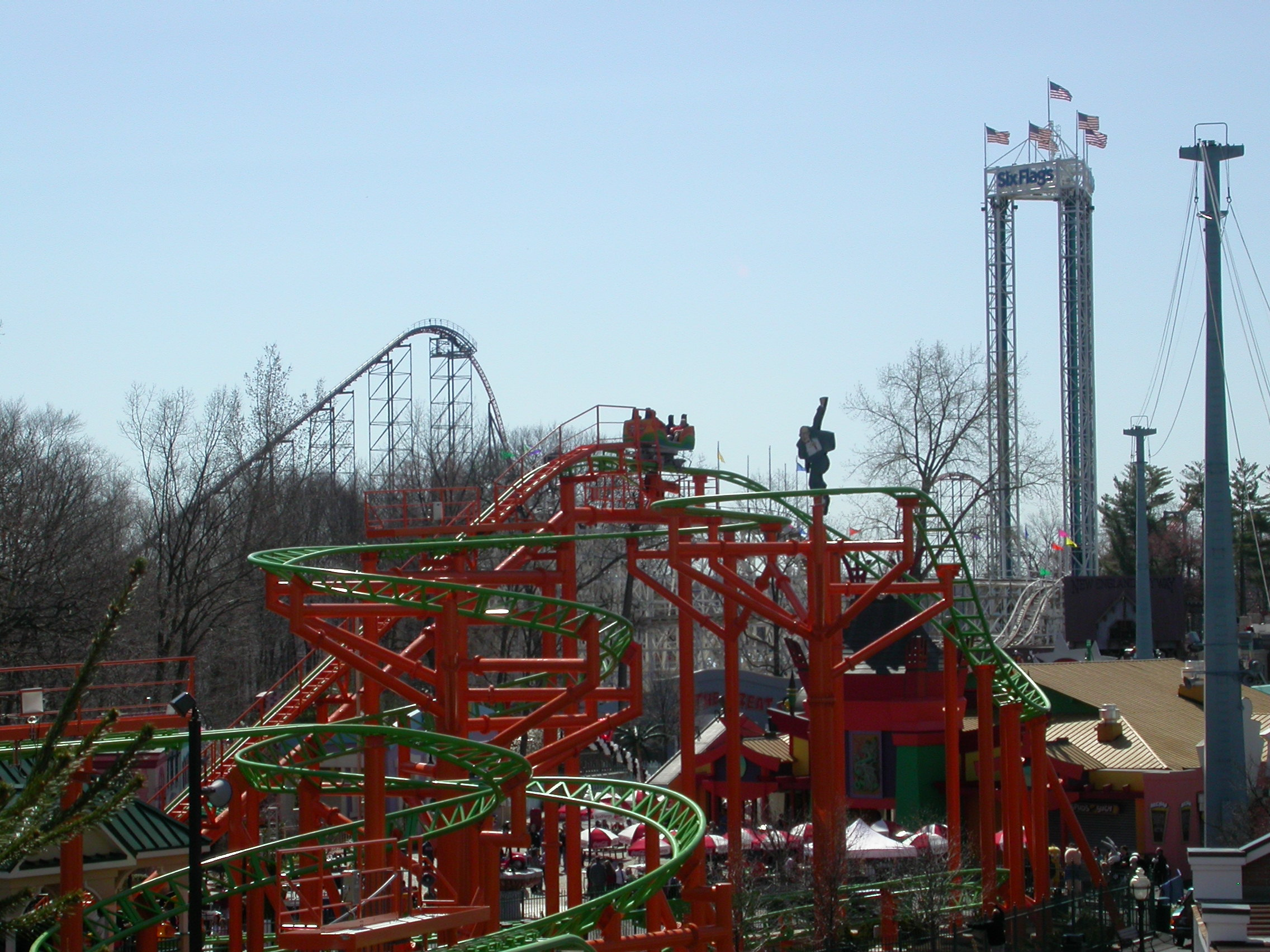
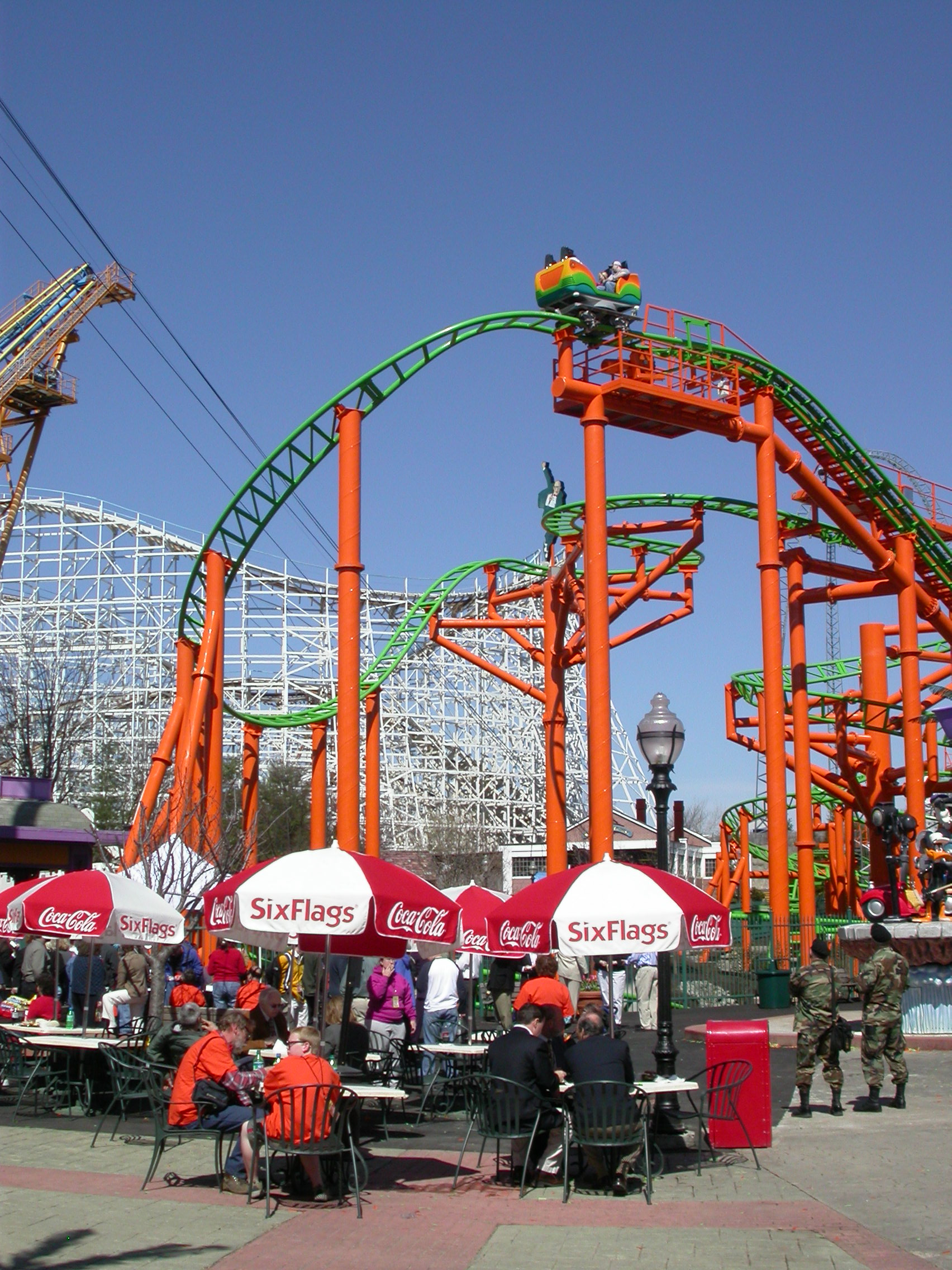
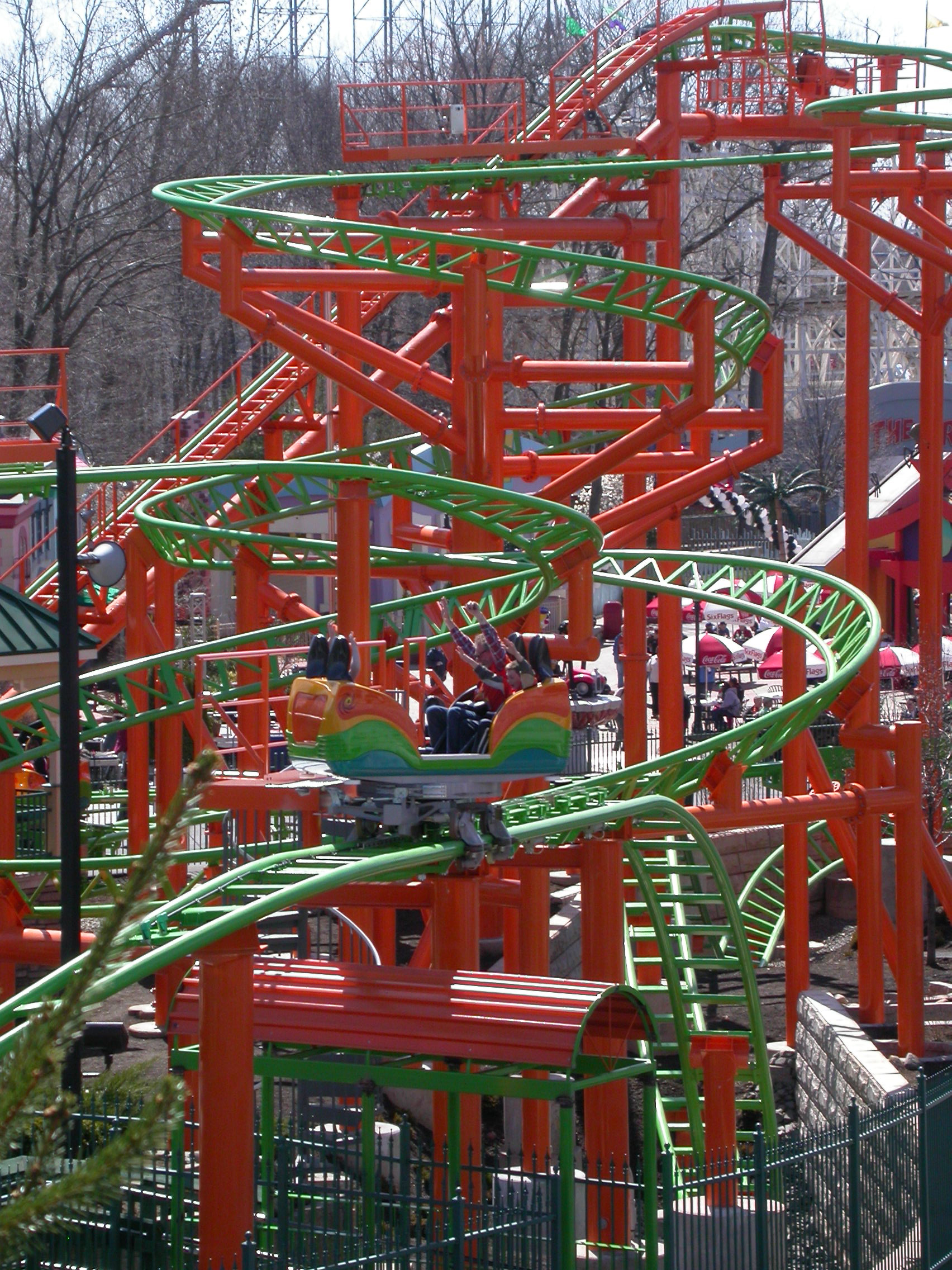